# Neuharlingersiel
Neuharlingersiel er en kommune i Samtgemeinde Esens i Landkreis Wittmund, i den nordvestlige del af den tyske delstat Niedersachsen.

## Geografi
Kommunen ligger i det historiske landskab Harlingerland i Østfrisland ved Nordsøkysen. Langs kysten ligger Nationalpark Niedersächsisches Wattenmeer, der siden 2009 har hørt under UNESCO verdensnaurarv.

### Nabokommuner
Kommunen Neuharlingersiel grænser mod øst til til Carolinensiel, der er en landsby i bykommunen Wittmund, mod sydøst til kommunen Werdum, mod syd til kommunen Stedesdorf og mod sydvest til byen Stadt Esens. Mod nord ligger de to Østfrisiske Øer Langeoog og Spiekeroog.

### Inddeling
I kommunen ligger ud over Neuharlingersiel landsbyerne :
- Altharlingersiel
- Neuharlingersiel
- Ostbense og
- Seriem